# Élections au Parlement de Navarre
Les élections au Parlement de Navarre (en espagnol : elecciones al Parlamento de Navarra) se tiennent tous les quatre ans, afin d'élire les députés au Parlement de Navarre. Celui-ci se compose, actuellement, de 50 députés.

## Synthèse
| Année | Participation | Hémicycle                    | Parti en tête      | Parti en tête                | Score   | Sièges  | Président | Président               | Président |
| ----- | ------------- | ---------------------------- | ------------------ | ---------------------------- | ------- | ------- | --------- | ----------------------- | --------- |
| 1979  | 70,76 %       |                              |                    | Union du centre démocratique | 26,80 % | 20 / 70 |           | Jaime Ignacio del Burgo | UCD       |
| 1979  | 70,76 %       | Juan Manuel Arza (es) (1980) |                    | Union du centre démocratique | 26,80 % | 20 / 70 |           |                         | UCD       |
| 1983  | 70,86 %       |                              |                    | Parti socialiste             | 35,87 % | 20 / 50 |           | Gabriel Urralburu       | PSOE      |
| 1987  | 72,90 %       |                              |                    | Parti socialiste             | 28,07 % | 15 / 50 |           | Gabriel Urralburu       | PSOE      |
| 1991  | 66,70 %       |                              |                    | Union du peuple navarrais    | 34,95 % | 20 / 50 |           | Juan Cruz Alli          | UPN       |
| 1995  | 68,42 %       |                              |                    | Union du peuple navarrais    | 31,97 % | 17 / 50 |           | Javier Otano            | PSOE      |
| 1995  | 68,42 %       |                              | Miguel Sanz (1996) | Union du peuple navarrais    | 31,97 % | 17 / 50 | UPN       |                         |           |
| 1999  | 66,25 %       |                              |                    | Union du peuple navarrais    | 42,37 % | 22 / 50 |           | Miguel Sanz             | UPN       |
| 2003  | 70,70 %       |                              |                    | Union du peuple navarrais    | 42,48 % | 23 / 50 |           | Miguel Sanz             | UPN       |
| 2007  | 73,80 %       |                              |                    | Union du peuple navarrais    | 42,78 % | 22 / 50 |           | Miguel Sanz             | UPN       |
| 2011  | 67,40 %       |                              |                    | Union du peuple navarrais    | 34,48 % | 19 / 50 |           | Yolanda Barcina         | UPN       |
| 2015  | 68,26 %       |                              |                    | Union du peuple navarrais    | 27,44 % | 15 / 50 |           | Uxue Barkos             | GBai      |
| 2019  | 72,18 %       |                              |                    | Navarra Suma                 | 36,57 % | 20 / 50 |           | María Chivite           | PSOE      |
| 2023  | 64,44 %       |                              |                    | Union du peuple navarrais    | 28,00 % | 15 / 50 |           | María Chivite           | PSOE      |